# Papilio castor
Espèce
Papilio castor ou Corbeau commun est une espèce de lépidoptères (papillons) de la famille des Papilionidae. L'espèce vit en Asie du Sud-Est (Himalaya, Indochine, Taïwan, Hainan).

## Description

### Imago
L'imago fait entre 7 et 13 cm d'envergure (entre 7 et 9 cm pour la sous-espèce formosanus). Les ailes n'ont pas de queues. Il y a un dimorphisme sexuel. Chez le mâle l'avers est noir, saupoudrés d'écailles marron irisées entre les veines. Les ailes portent des macules blanches marginales. Les ailes postérieures portent une macule blanche traversée de veines noires. Au revers les ailes sont de même couleur mais présentent moins d'écailles claires.  Les ailes antérieures et postérieures portent une rangée de macules blanches marginale et une rangée de macules blanches submarginales, les ailes antérieures portent une petite macule blanche à l'extrémité de la cellule, les ailes postérieures portent une macule blanche traversée de veines noires.
Chez la femelle les ailes sont marron, plus claires que chez le mâle. À l'avers les ailes sont saupoudrées d'écailles marron irisées. Les ailes antérieures portent une macule blanche à l'extrémité de la cellule ainsi qu'une rangée de macules blanches marginales et une rangée de macules blanches submarginales. Les ailes postérieures portent des écailles plus claires entre les veines, une rangée de lunules blanches submarginales et une rangée de macules blanches marginale. Le revers est similaire mais la plus grande partie des espaces entre les veines des ailes postérieures et une partie des espaces intraveineux des ailes antérieures sont blancs.
La taille et la forme des macules varient selon les sous-espèces.

Chez les deux sexes le corps est noir et couvert de macules blanches.

Papilio castor mâle, vue dorsale
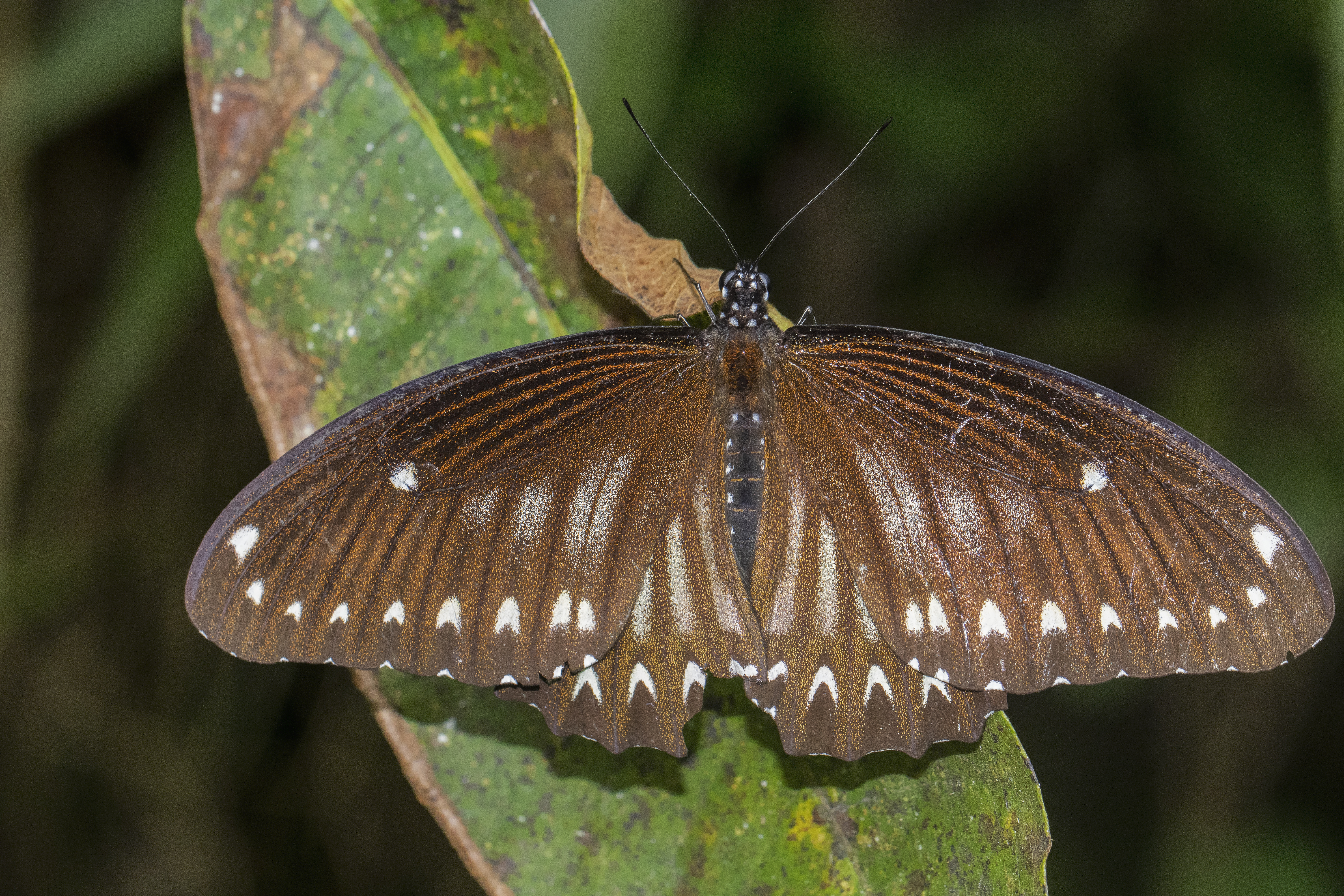
Papilio castor femelle, vue dorsale

### Juvéniles
Les œufs sont sphériques et lisses. Les chenilles des quatre premiers stades imitent des fientes d'oiseaux. Au dernier stade la chenille est verte avec un corps constellé de petites tâches jaunes, une paire de cornes jaunes à l'arrière du corps et une autre paire sur la tête. La région thoracique élargie est délimitée par une bande marron et porte une paire d'ocelles ressemblant à des yeux.

## Écologie
La femelle pond ses œufs sur la plante-hôte dont les chenilles se nourrissent. Papilio castor utilise plusieurs espèces, majoritairement des Rutacées. Les plantes hôte identifiées sont : Glycosmis parviflora, Glycosmis pentaphylla, Michelia compressa, Murraya crenulata, Murraya paniculata et Toddalia asiatica.
Les chenilles passent par cinq stades avant de se transformer en chrysalide. Comme toutes les chenilles de Papilionides les chenilles de Papilio castor portent derrière la tête un osmeterium, rouge chez cette espèce, organe fourchu qui émet une substance qui repousse les prédateurs et qu'elles déploient quand elles se sentent menacées.

À Taïwan les adultes sont présents de mars à août. Ils sont généralement observés en train de visiter des fleurs ou d'absorber de l'eau sur un sol humide.

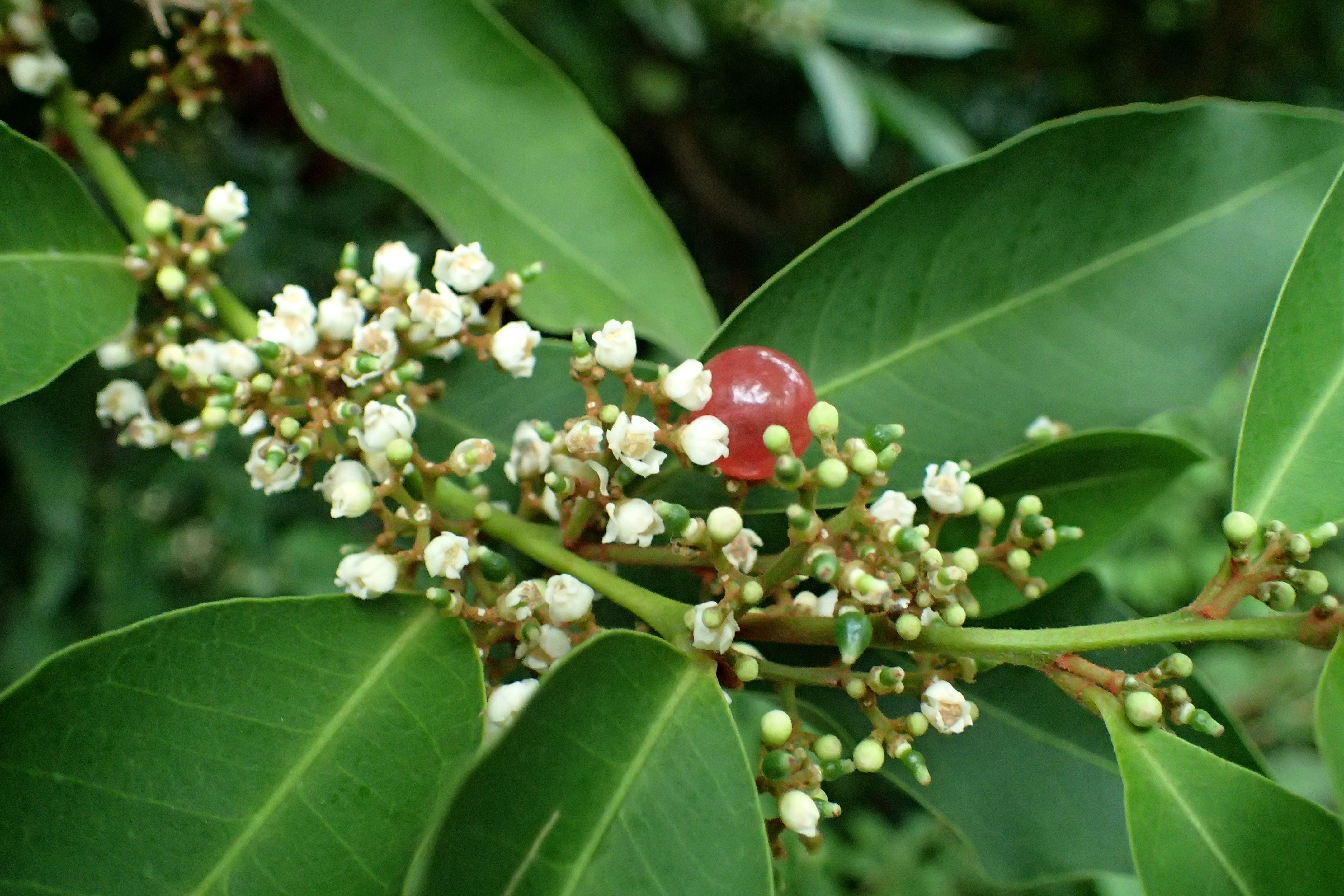
Glycosmis pentaphylla
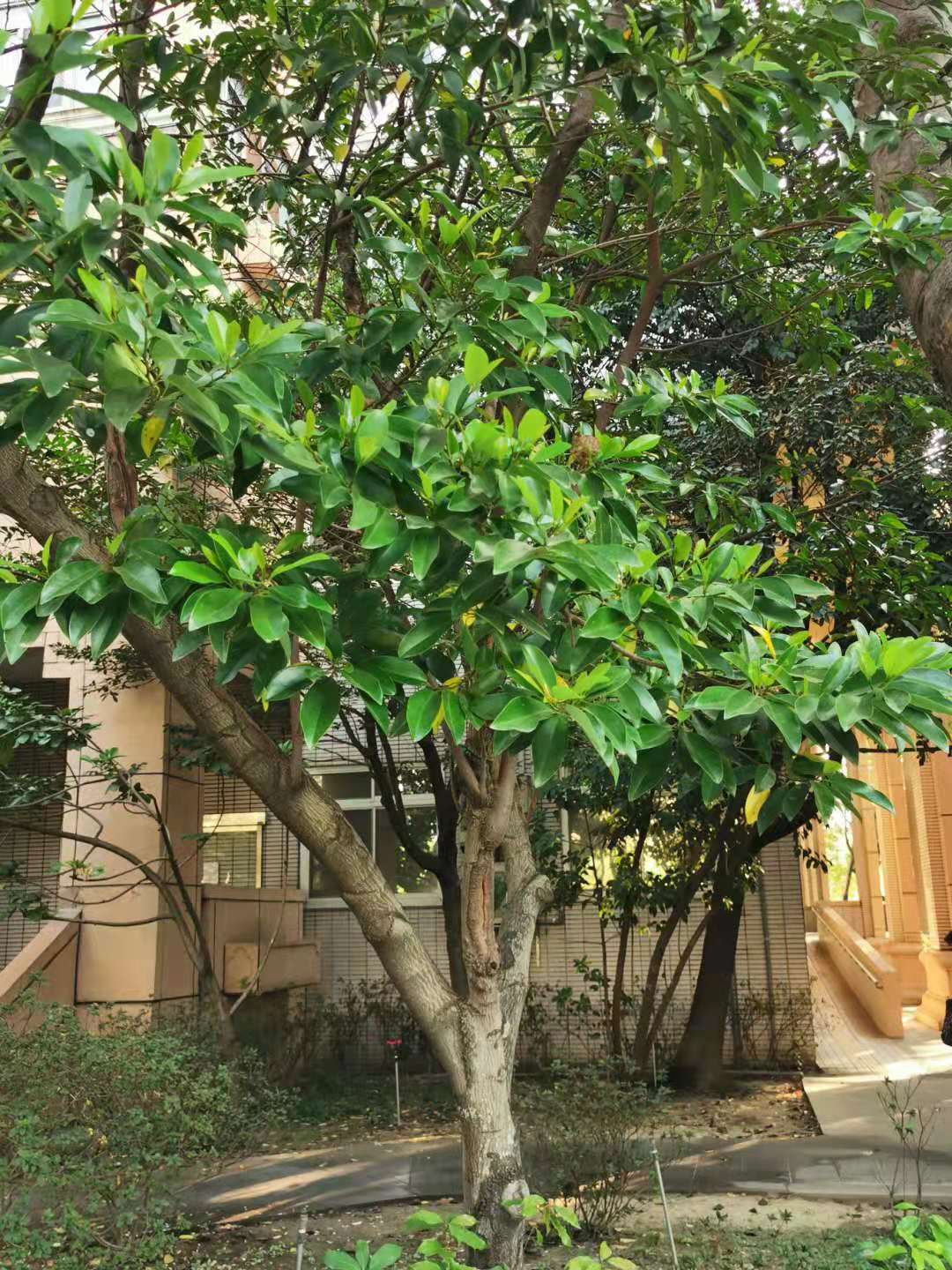
Michelia compressa
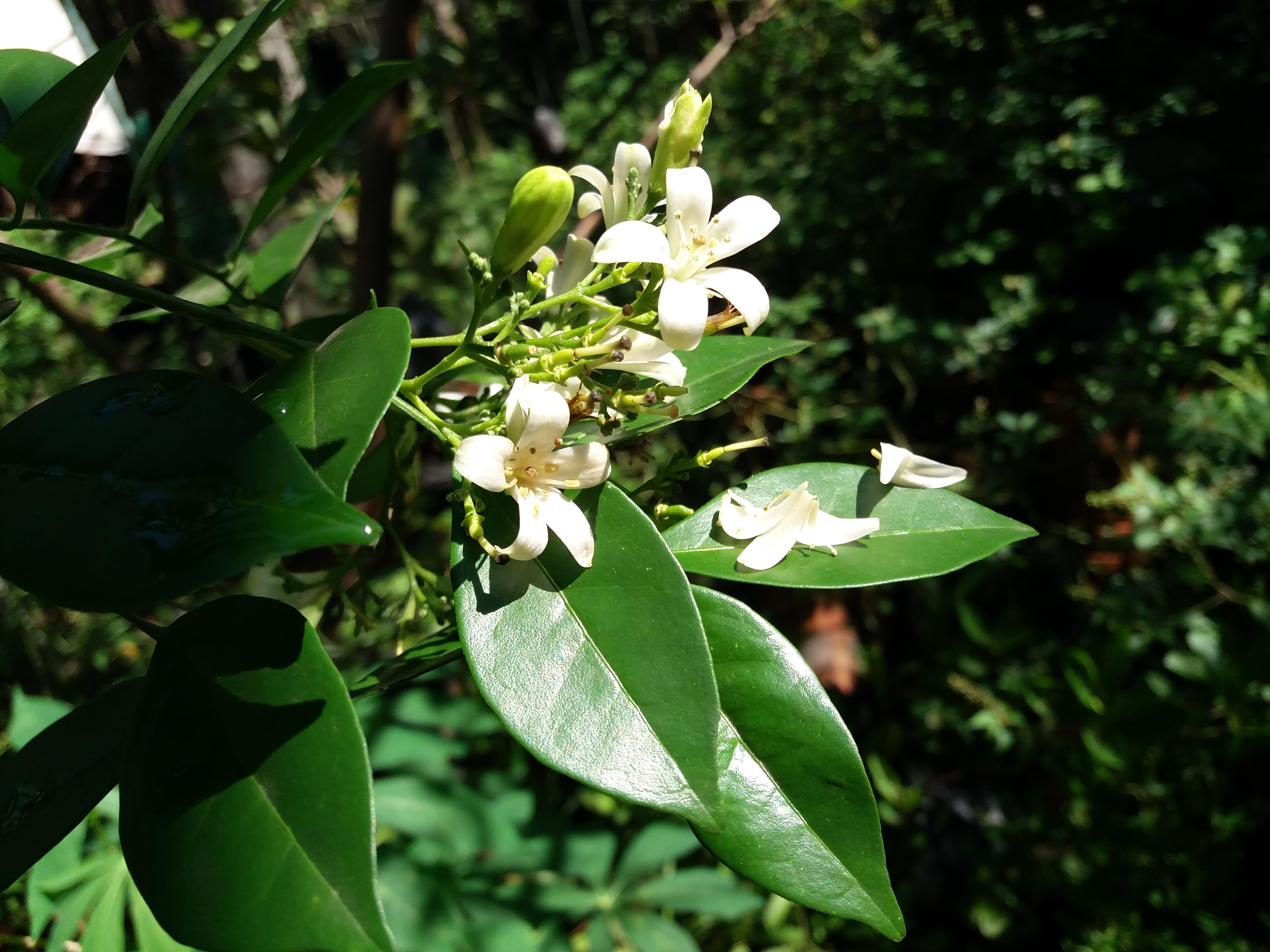
Murraya paniculata
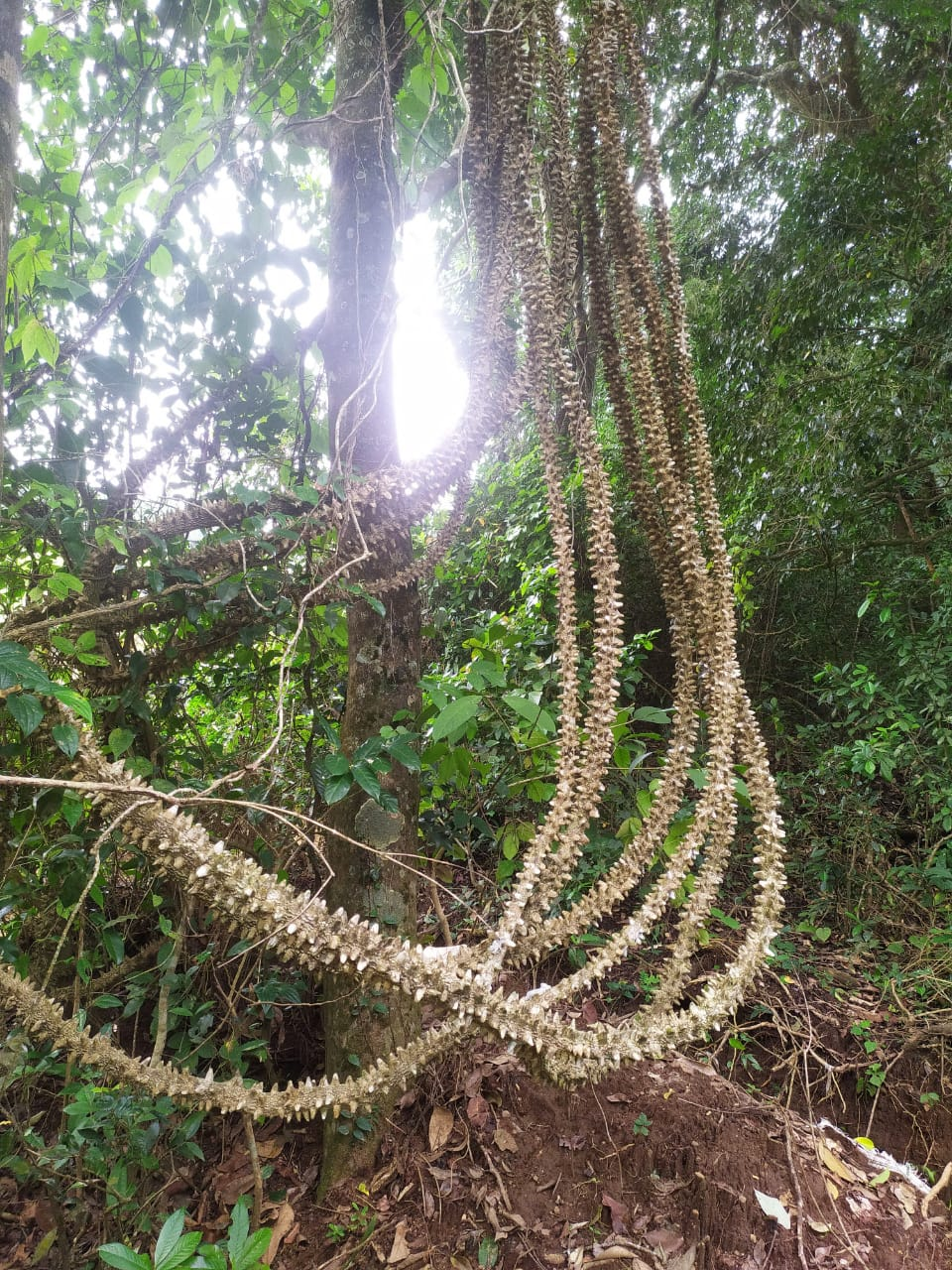
Toddalia asiatica

## Habitat et répartition
Papilio castor vit dans la région tropicale. Il est présent au Nord-est de l'Inde (Assam, Sikkim), au Bhoutan, en Thaïlande, au sud de la Chine (y compris Hainan), à Taïwan, au Vietnam, au Laos et au Bangladesh.

## Systématique
L'espèce Papilio castor a été décrite pour la première fois en 1842 par Westwood dans Annals and magazine of natural history à partir d'un spécimen provenant de Sylhet (Bangladesh). Papilio castor appartient au sous-genre Princeps.

### Sous-espèces[6]
- P. c. castor : Assam, Sikkim
- P. c. dioscurus Jordan, 1909[7]: Nord du Vietnam
- P. c. phanrangensis Fruhstorfer, 1901 : Sud du Vietnam
- P. c. khmer Boullet & Le Cerf, 1912 : Cambodge
- P. c. hamela Crowley, 1900 : Hainan
- P. c. formosanus Rothschild, 1896 : Taiwan
- P. c. kanlanpanus Lee, 1962 : frontière entre le Laos et la Chine[8]
- P. c. polias Jordan, 1909[9]
- P. c. mehala : Birmanie
- P. c. mahadeva (statut de sous-espèce discuté)[10]: Indochine

## Papilio castoret l'Homme

### Nom vernaculaire
L'espèce est appelée "Common Raven" en anglais.

### Menaces et conservation
Papilio castor n'est pas évalué par l'UICN. En 1985 cette espèce était considérée comme commune et non menacée.

### Publication originale
(en + la) John Obadiah Westwood, « Insectorum novorum centuria », Annals and magazine of natural history,‎ 1842, p. 37 (lire en ligne)